# Benedetto Ghiglia
Benedetto Ghiglia (Fiesole, 27 dicembre 1921 – Roma, 4 luglio 2012) è stato un compositore, direttore d'orchestra e pianista italiano.

## Biografia
Laureato in composizione e pianoforte presso il Conservatorio di Firenze, Ghiglia iniziò la sua carriera come musicista da camera, esibendosi sia come solista che in coppia con il violoncellista Pietro Grossi.
A partire dagli anni cinquanta, Ghiglia si dedicò assiduamente alla composizione di colonne sonore per il cinema, e fu particolarmente attivo nel genere documentaristico.  Autore delle musiche per quasi tutte le opere teatrali del regista Mario Missiroli, nel 1976 formò con la moglie Adriana Martino la compagnia teatrale "Teatro-Canzone".  Dal 1980 al 1985 fu vicepresidente del Teatro dell'Opera di Roma.

## Filmografia

### Cinema
- La bugiarda, regia di Luigi Comencini (1965)
- S.077 spionaggio a Tangeri (Marc Mato, agente S. 077), regia di Gregg G. Tallas (1965)
- Adiós gringo, regia di Giorgio Stegani (1965)

- New York chiama Superdrago, regia di Giorgio Ferroni (1966)
- 4 dollari di vendetta (Cuatro dòlares de venganza), regia di Jaime Jesús Balcázar (1966)
- Baleari operazione Oro (Zarabanda Bing Bing), regia di José María Forqué (1966)
- Starblack, regia di Giovanni Grimaldi (1966)
- El Rojo, regia di Leopoldo Savona (1966)
- Un dollaro tra i denti, regia di Luigi Vanzi (1967)
- La notte pazza del conigliaccio, regia di Alfredo Angeli (1967)
- A suon di lupara, regia di Luigi Petrini (1967)
- Il gatto selvaggio, regia di Andrea Frezza (1969)
- Mattanza - Ein Liebestraum, regia di Jerzy Macc (1969)
- Salvare la faccia, regia di Rossano Brazzi (1969)
- I dannati della terra, regia di Valentino Orsini (1969)
- Porcile, regia di Pier Paolo Pasolini (1969)
- Il rapporto, regia di Lionello Massobrio (1969)
- Quella piccola differenza, regia di Duccio Tessari (1969)
- I tulipani di Haarlem, regia di Franco Brusati (1970)
- L'amore coniugale, regia di Dacia Maraini (1970)
- Corbari, regia di Valentino Orsini (1970)
- L'amante dell'Orsa Maggiore, regia di Valentino Orsini (1972)
- San Michele aveva un gallo, regia di Paolo e Vittorio Taviani (1972)
- Trevico-Torino - Viaggio nel Fiat-Nam, regia di Ettore Scola (1973)
- Dimenticare Venezia, regia di Franco Brusati (1979)

### Televisione
- La sostituzione, regia di Franco Brogi Taviani - film (1971)
- Affari di famiglia, regia di Marcello Fondato - miniserie TV (1989)